# 旧昆施塔特
旧昆施塔特是德国巴伐利亚州的一个市镇。总面积32.92平方公里，总人口5416人，其中男性2620人，女性2796人（2011年12月31日），人口密度165人/平方公里。